# لوك ماكدونل
لوك ماكدونل (بالإنجليزية: Luke McDonnell)‏ هو فنان قصص مصورة أمريكي، ولد في 19 يوليو 1959.